# José Antonio de Muñagorri
José Antonio Muñagorri y Otaegui (Berástegui, Guipuscoa, 2 avril 1794 – octobre 1841) est un homme politique et militaire espagnol. Il est surtout connu pour sa participation en 1838 au projet Paz y Fueros (« Paix et Fors »), qui cherchait à mettre fin à la première guerre carliste en échange du maintien des fors traditionnels et servit de base à la Convention d'Ognate. 

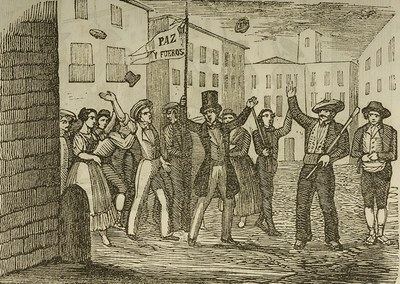
Déclaration de Muñagorri en faveur de la paix et des fors à Berástegui (1838)

Il fut capturé et fusillé en octobre 1841 par une troupe de libéraux exaltados commandés par l'ancien pesetero (es) Juan Ramón de Elorrio. 